# Château de Commanster
Le château de Commanster appelé aussi maison Baptiste ou anciennement maison Merget est un bâtiment classé situé à Commanster dans la commune de Vielsalm en province de Luxembourg (Belgique).

## Localisation
Le château est situé le long de la rue principale (route nationale 823), au centre du hameau ardennais de Commanster, au no 15, à une cinquantaine de mètres au sud de l'église Sainte-Anne.

## Historique
À la suite de l'incendie de la nuit de 21 au 22 septembre 1737 réduisant, d'après les textes, la bâtisse « en cendres », le corps de la ferme est reconstruit l'année suivante par l'échevin à la cour des comtes de Salm, Henri-François Baptiste (1705-1762) puis, quatre ans plus tard, une vaste demeure doublement millésimée 1741 par les ancres en fer forgé fixés en façade et par la date gravée sur la clé du portail d'entrée. En 1893, a lieu l'adjonction d'une travée supplémentaire.

## Description
Placé perpendiculairement à la voirie et derrière un mur d'enceinte et un porche d'entrée en anse de panier sous toiture d'ardoises arrondies, le château aux dimensions d'un manoir (environ 18 mètres sur 13 mètres) possède en façade six travées sur deux niveaux (un étage) réalisées en moellons de grès d'Ardenne. Chaque baie possède un encadrement en schiste ardoisier de Recht harpé et un linteau bombé. La toiture est réalisée en cherbins, de grosses ardoises locales reposant sur des corbeaux de bois.
L'intérieur a été préservé avec un majestueux escalier d'honneur en chêne à volées droites, diverses boiseries, des armoiries et une cheminée en schiste ardoisier.

## Classement et protection
Le château de Commanster (ancienne "Maison Merget") : façades, toitures et intérieur de la partie gauche et porche d'entrée, n°s 14-15 à Beho est classée depuis le 11 février 1981 et repris sur la liste du patrimoine immobilier classé de Vielsalm.